# Oído
El oído es un órgano sensorial que permite percibir los sonidos. Forma parte del sentido de la audición, y en los mamíferos se encarga también del equilibrio. El oído se puede dividir para su estudio en tres secciones: oído externo, oído medio y oído interno.
La percepción del sonido es un fenómeno complejo que se desarrolla en varias etapas. En primer lugar se realiza la captación de las ondas sonoras gracias a la membrana del tímpano. En segundo lugar la señal mecánica recogida por el tímpano debe transformarse en impulsos nerviosos, proceso que ocurre en el oído interno. En tercer lugar los impulsos nerviosos son enviados al cerebro a través del nervio auditivo, para ser procesados en la corteza cerebral.
El espectro auditivo, es decir la gama de frecuencias que el oído puede percibir, es variable y depende de la especie animal. El ser humano puede detectar sonidos de entre 0 y 140 decibelios con un rango de frecuencias comprendido entre 40 y 20 000 hercios. Las ballenas pueden percibir infrasonidos con una frecuencia inferior a 40 hercios. Algunos animales carnívoros como el perro son capaces de detectar ultrasonidos con una frecuencia superior a 20 000 hercios que un humano es incapaz de oír.

## Oído externo

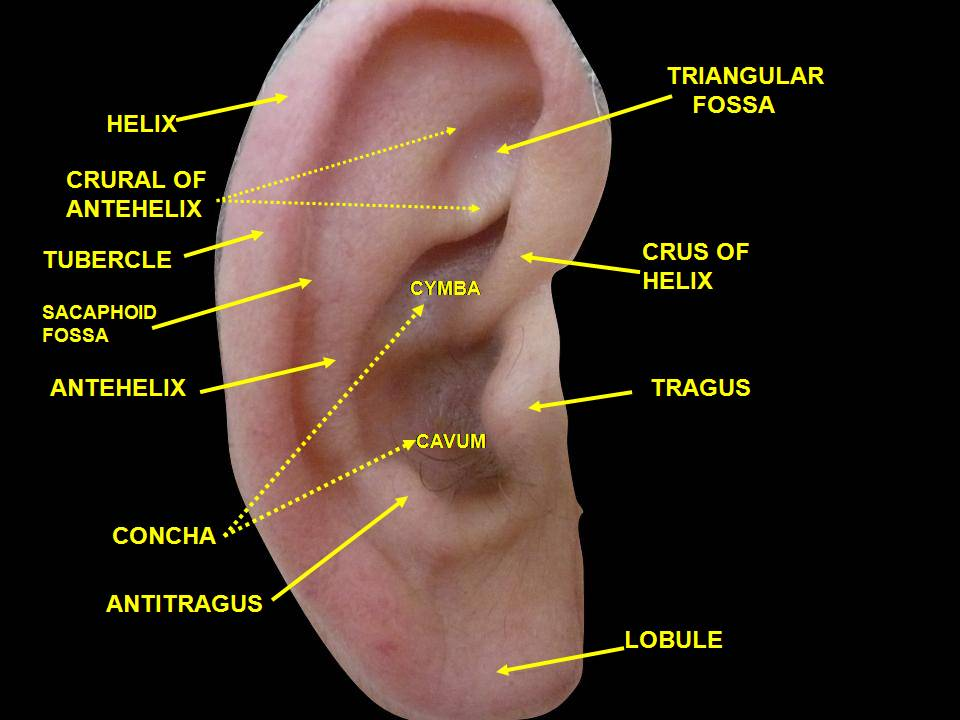
Anatomía del pabellón auricular

El oído externo está formado por dos partes: El pabellón auricular y el conducto auditivo externo.
- El pabellón auricular está formado por cartílago recubierto de piels Sus porciones más importantes son el hélix y el lóbulo de la oreja.
- El conducto auditivo externo mide alrededor de 2,5 cm de longitud y se extiende desde el pabellón auricular hasta el tímpano, en cuyo trayecto atraviesa el hueso temporal del cráneo. Contiene pelos y glándulas ceruminosas que producen el cerumen, lo cual dificulta el ingreso de cuerpos extraños o polvo a través del conducto.

## Oído medio

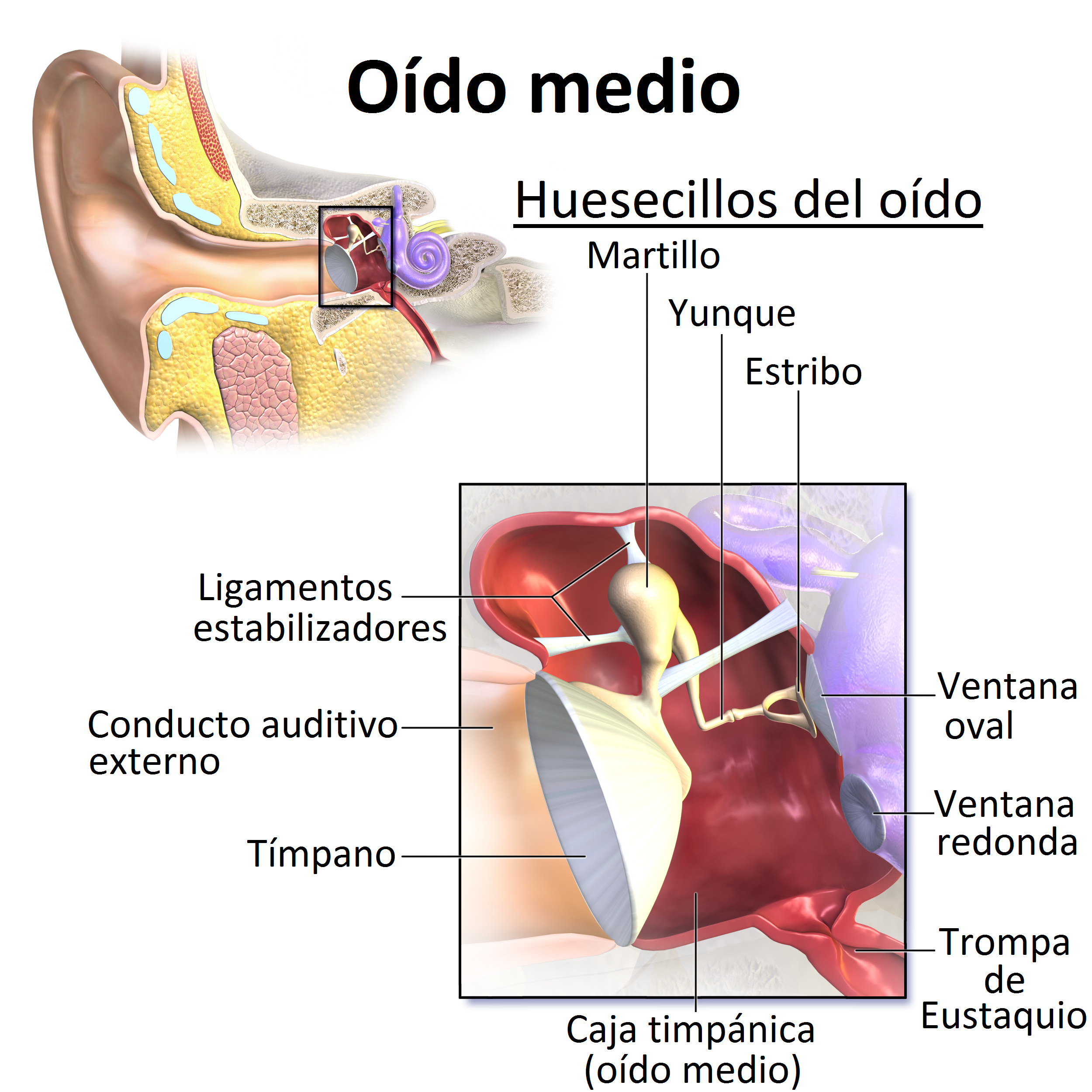
Representación 3D del oído medio

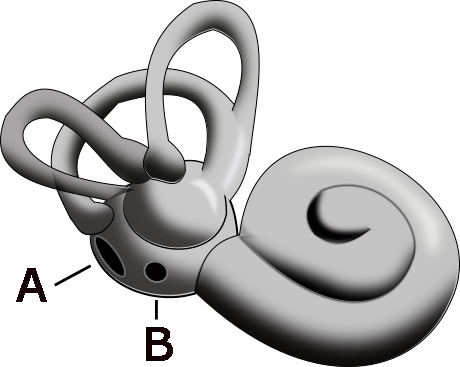
Oído interno.
A: Ventana oval donde se ubica la base del estribo.
B: Ventana redonda

El oído medio es una cavidad llena de aire que está separada por el tímpano del conducto auditivo externo y entra en comunicación con el oído interno a través de dos pequeños orificios: la ventana oval y la ventana redonda. En el interior del oído medio se encuentra una cadena de huesecillos unidos entre sí por articulaciones de tipo sinovial: son los huesos más pequeños del cuerpo y reciben el nombre de martillo, yunque y estribo. El oído medio está conectado con la cavidad nasofaringea por un conducto de reducidas dimensiones que se llama trompa faringotimpánica o trompa de Eustaquio.
- El tímpano o membrana timpánica es de aspecto transparente y separa la cavidad timpánica del conducto auditivo externo. Tiene forma oval y un diámetro de alrededor de 1 cm. En la membrana timpánica se diferencian dos porciones; la pars tensis o porción tensa (o estirada) y la pars laxus o porción laxa. Se compone de tres capas:
  - Capa intermedia: compuesta por un tejido fibroconectivo conformado en semitotalidad a la membrana timpánica, compuesta por colágeno además de fibras elásticas y fibroblastos.
  - Estrato córneo: es piel que recubre la superficie exterior de la membrana timpánica careciendo de pelos y glándulas, compuesta por epidermis que se posa sobre una capa de tejido conectivo subepidermiana.
  - Mucosa: reviste la superficie interior de la capa intermedia de tejido conectivo, con un epitelio de características plano simple.

- La cavidad timpánica es un pequeño espacio lleno de aire que está ubicado en el hueso temporal y en cuyo interior se encuentra una cadena de huesecillos que transmiten al oído interno las vibraciones generadas en el tímpano. Está recubierta por mucosa y una lámina epitelial de tipo plano simple en su parte posterior, pero en la anterior se aprecia un epitelio de tipo cilíndrico ciliado pseudoestratificado con  células caliciformes. La cavidad timpánica (también llamada caja timpánica) está formada por 6 paredes: una externa que corresponde a la membrana timpánica, una interna que está en relación con el promontorio, una posterior que comunica con la mastoides, una anterior que comunica con la cavidad nasofaríngea a través de la trompa de Eustaquio, una superior o techo y una inferior relacionada con la vena yugular.

- Los huesecillos del oído son tres diminutos huesos denominados martillo, yunque y estribo, si bien en algunos textos se citan cuatro huesos pues se considera que la apófisis lenticular del yunque es un hueso independiente.  Las vibraciones generadas en el tímpano se transmiten mediante la cadena de huesecillos desde la membrana timpánica hasta la ventana oval. En la ventana oval, la cabeza del estribo presiona sobre el fluido contenido en el oído interno; de esta forma el tímpano y la cadena de huesecillos actúan como un mecanismo que transforma las vibraciones del aire en vibraciones del fluido.[7]

- La trompa de Eustaquio, que pone en comunicación la cavidad timpánica con la nasofaringe, mide en el ser humano adulto unos 4 cm de largo. Se compone de una porción ósea y otra cartilaginosa, y posee una lámina epitelial compuesta por epitelio nasofaríngeo o epitelio cilíndrico ciliado pseudoestratificado con abundantes células caliciformes. Sirve para igualar la presión a ambos lados del tímpano.

## Oído interno

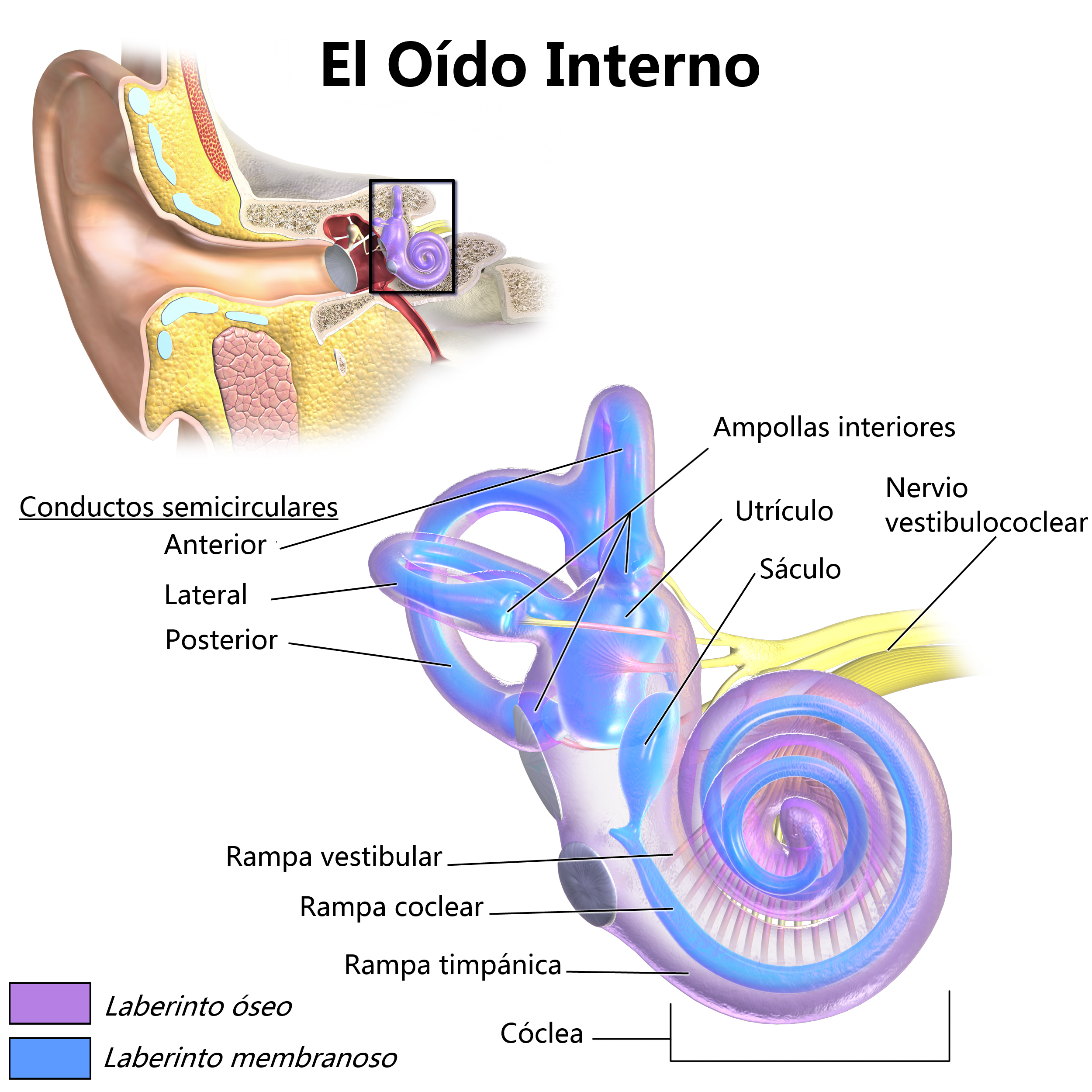
Anatomía del oído interno

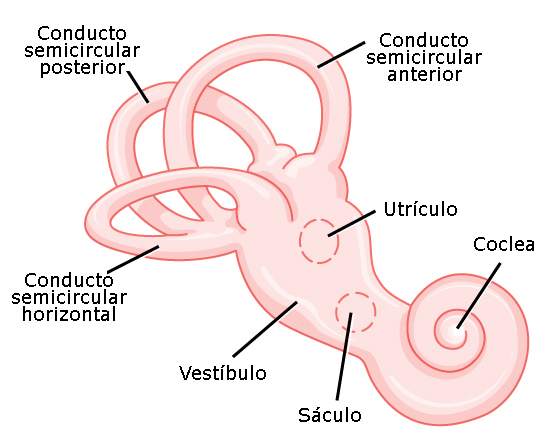
Esquéma del oído interno

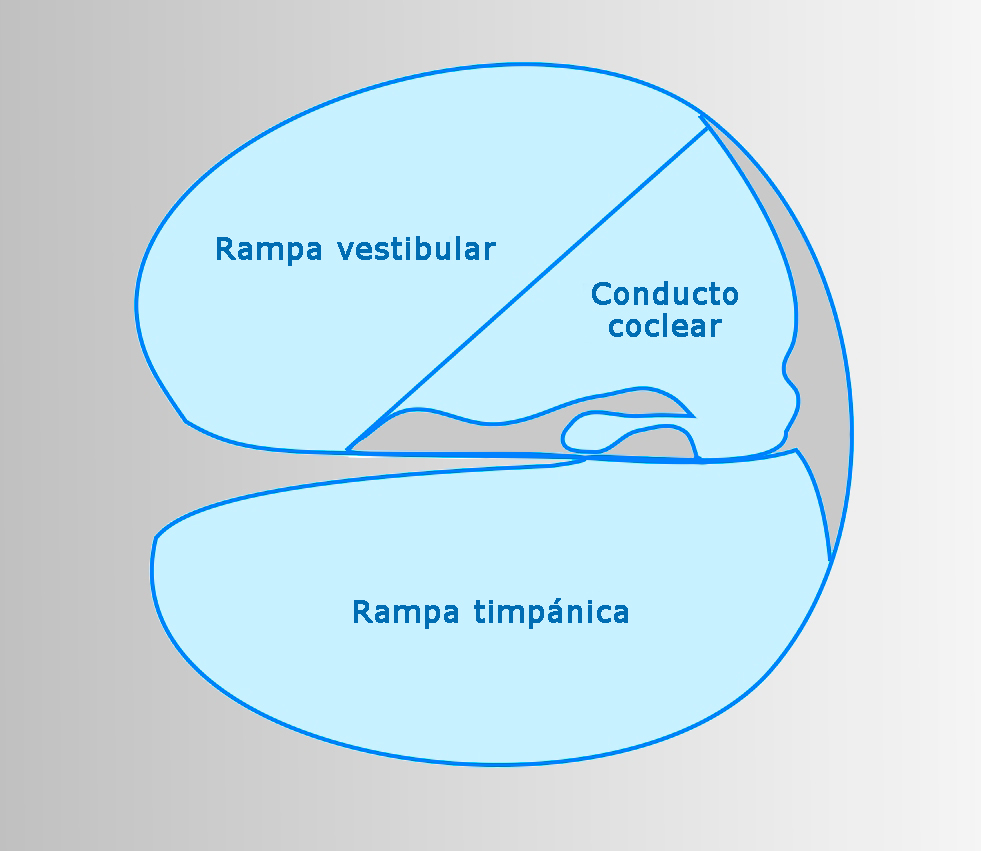
Sección de la coclea o caracol, puede observarse el conducto coclear o rampa media situado entre la rampa vestibular y la rampa timpánica

El oído interno o laberinto está ubicado en el seno del hueso temporal del cráneo. Existe un laberinto óseo y un laberinto membranoso. El laberinto óseo no es más que la cápsula ósea que rodea al laberinto membranoso, y este último consiste en un sistema de conductos huecos que contiene en su interior un líquido que se llama endolinfa. En el espacio que queda entre el laberinto óseo y el laberinto membranoso se encuentra la perilinfa. 
El oído interno se divide en dos porciones diferenciadas. La primera está destinada al mantenimiento del equilibrio y se encuentra formada por el vestíbulo y los conductos semicirculares. La segunda tiene como función la audición y está constituida por la cóclea o caracol. El vestíbulo se divide en dos sectores que se llaman utrículo y sáculo, mientras que la cóclea o caracol contiene el órgano de Corti, responsable de transformar la energía mecánica de las ondas sonoras en impulsos eléctricos que posteriormente se transmiten al cerebro a través del nervio auditivo o nervio vestíbulococlear.
- Los conductos semicirculares son tres pequeños conductos arqueados con forma de semicírculo situados en planos espaciales diferentes. Los canales semicirculares parten del vestíbulo y tienen la función de contribuir al mantenimiento del equilibrio de la cabeza y el cuerpo.

- La cóclea o caracol es un conducto con forma espiral que recibe su nombre por recordar la concha de un caracol. Se divide en tres porciones:[6]
  - Conducto coclear, también llamado rampa media. Está lleno de un líquido que se llama endolinfa.
  - Rampa vestibular. Termina en la ventana oval y está llena de un líquido llamado perilinfa.
  - Rampa timpánica. Termina en la ventana redonda y también está llena de perilinfa.

Estas porciones están separadas unas de otras por dos membranas. La membrana vestibular o de Reissner sirve de separación entre el conducto coclear y la rampa vestibular, mientras que la membrana basilar sirve de separación entre el conducto coclear y la rampa timpánica. A lo largo de la membrana basilar se encuentra el órgano de Corti, que contiene alrededor de 16 000 células con cilios que constituyen los receptores de la audición. 
El conducto coclear esta lleno de un líquido que se llama endolinfa rico en K (161 mmol/l) y pobre en Na (1 mmol/l) y en calcio (0.02 mmol/l). La rampa timpánica y la vestibular contienen otro líquido diferente que se llama perilinfa, cuyas concentraciones iónicas son inversas, es decir, es rico en Na y pobre en K.
La membrana vestibular es tan delgada, que no impide el paso de las vibraciones sonoras desde la rampa vestibular a la rampa media. Por lo tanto, en cuanto a transmisión del sonido, la rampa vestibular y la media se consideran como una única cámara. No obstante, su función es primordial, pues  asegura que en  la rampa media se conserve la endolinfa que requieren las células ciliadas para funcionar normalmente.

### Órgano de Corti

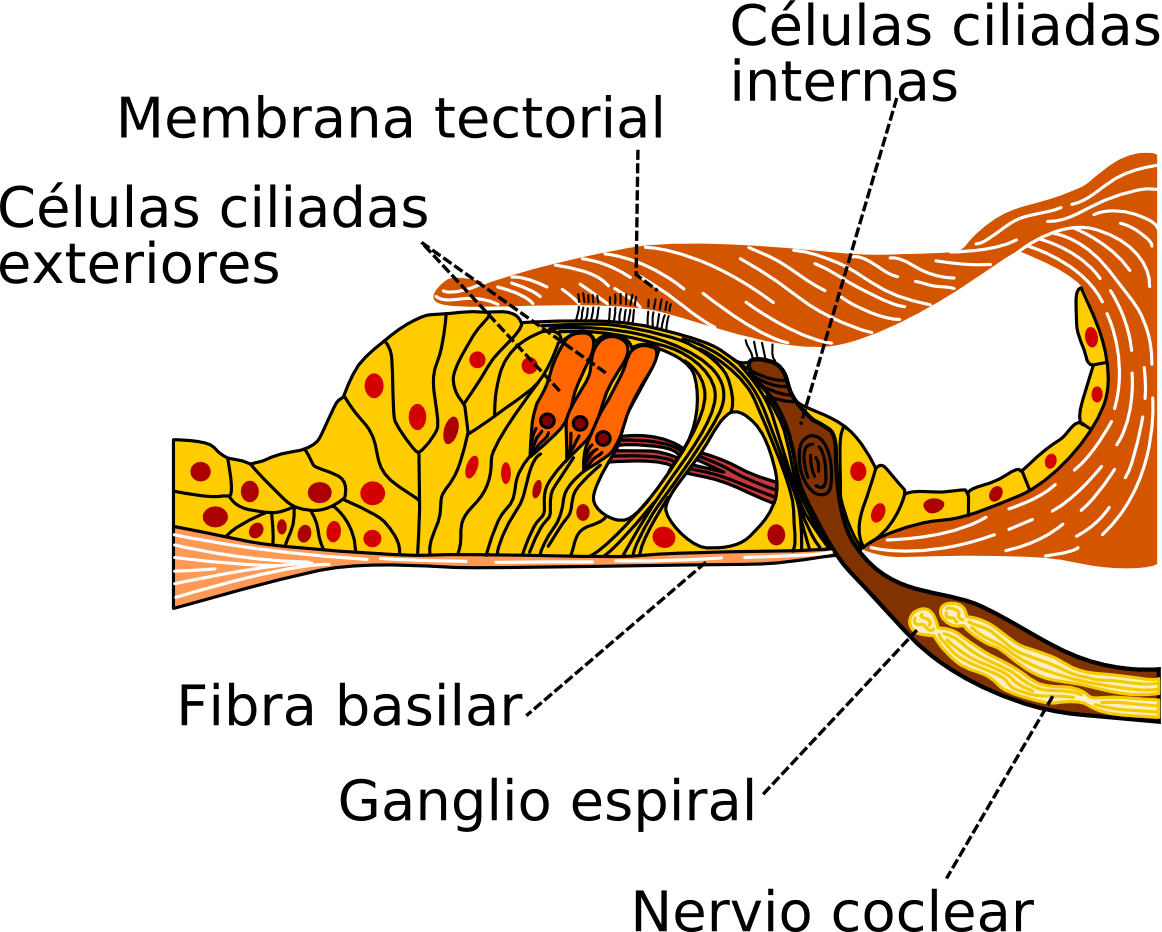
Órgano de Corti

Forma parte del oído interno y está ubicado en la cóclea o caracol. A veces se designa con el nombre de órgano espiral y tiene un papel fundamental en el proceso de audición. Está formado por un epitelio engrosado de características complejas. Dispone de dos tipos de células: Células ciliadas y células de sostén.
- Células ciliadas cocleares: tienen la función de transformar señales acústicas físicas en señales acústicas mecánicas cortilinfáticas, y éstas en señales electroquímicas dirigidas al área receptora auditiva de la corteza cerebral (41 y 42 de Brodman). Mecanorreceptocitos sensoriales, con una hilera de células ciliadas internas y cuatro hileras de células ciliadas externas.
- Células de sostén: son células diferenciadas que descansan sobre una membrana basal. Existen seis tipos que se diferencian según su microestructura: células limitantes internas, células falángicas internas, células columnares internas, células columnares externas, células falángicas externas y células limitantes externas.

## Proceso de audición
Para que se produzca la audición las ondas sonoras deben penetrar por el conducto auditivo externo hasta alcanzar el tímpano. La vibración de la membrana timpánica se transmite a través de los huesecillos del oído medio, pasando del martillo al yunque y de éste al estribo. El estribo transmite las vibraciones a la perilinfa del oído interno a través de la ventana oval. En la cóclea, la energía mecánica de las señales acústicas se transforma en impulsos eléctricos que, a través del nervio acústico, son transportados a la región temporal de la corteza cerebral, donde son procesados. Por tanto podría decirse que el órgano con el que en realidad escuchamos es el cerebro. Se conoce con el nombre de sordera central o agnosia auditiva a la dificultad que presentan algunas personas para reconocer sonidos debido a una lesión cerebral que afecta a las áreas relacionadas con la audición. Estas personas tienen sin embargo todas las partes del oído y el nervio auditivo en buena situación funcional, por lo que la deficiencia en la capacidad para discriminar sonidos se debe únicamente a la lesión del cerebro.

## Vascularización
- Oído externo.  Se realiza mediante la arteria auricular anterior y la arteria auricular posterior (ramas de arteria carótida interna).
- Oído medio. Se realiza a través de la arteria timpánica anterior (rama de la arteria maxilar interna), arteria caroticotimpanica (rama de la carótida interna), arteria timpánica superior, petrosa superficial y arteria de la trompa de Eustaquio (ramas de la arteria meníngea media), arteria timpánica inferior (rama de la arteria faríngea ascendente), arteria estilomastoidea (rama de la auricular posterior) y arteria mastoidea (rama de la arteria occipital).
- Oído interno. La vascularización del laberinto membranoso proviene de la arteria laberíntica que puede ser rama de la arteria cerebelosa media o surgir directamete de la arteria basilar. La arteria laberíntica se divide en varias ramas, la arteria vestibular anterior, la arteria coclear y la vestibulococlear.[10]

## Problemas de salud relacionados con el oído
Existen diferentes problemas de salud relacionados con el oído. Uno de los más frecuentes es la hipoacusia o pérdida de audición, que en muchos casos es provocada por una exposición crónica a un ruido de una intensidad superior a 85 decibelios.
Otras patologías son: patologías del conducto auditivo externo, rotura del tímpano, otitis, ototoxicidad, otoesclerosis, colesteatoma, enfermedad de Ménière, vértigo, tinnitus y trauma acústico.

## Sociedad

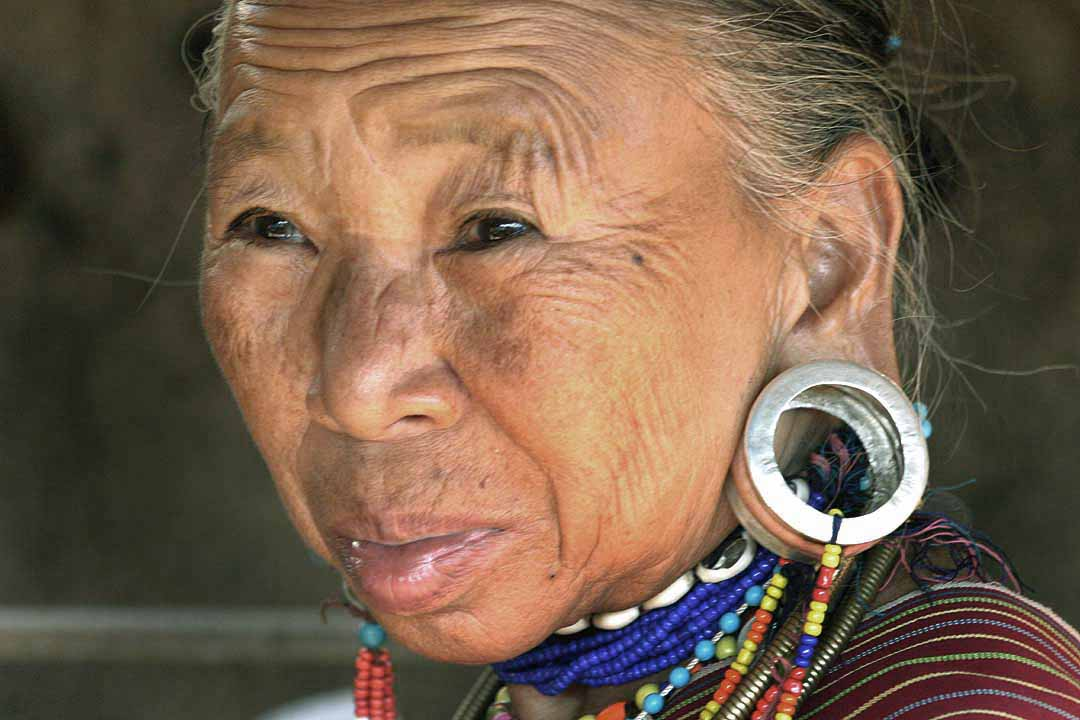
Mujer tailandesa con el lóbulo de la oreja agrandado.

En diferentes culturas las orejas se han adornado con joyas perforando el lóbulo de esta. También se han colocado adornos para estirar y agrandar los lóbulos como adorno.
La lesión en las orejas ha estado presente desde la época romana como método de reprimenda o castigo..
El pabellón auricular tiene un efecto sobre la apariencia facial. En las sociedades occidentales, las orejas protuberantes (presentes en aproximadamente el 5 % de los europeos étnicos) se han considerado poco atractivas, sobre todo si son asimétricas. La primera cirugía para reducir la proyección de orejas prominentes fue publicada en la literatura médica por Ernst Dieffenbach en 1845, y el primer informe de caso en 1881.

### En la cultura
Las orejas puntiagudas son una característica de algunas criaturas del folclore como el bogeyman, el curupira brasileño o la araña de tierra japonesa. Ha sido una característica de personajes del arte antiguo como el de la Antigua Grecia y la Europa medieval. Las orejas puntiagudas son una característica común de muchas criaturas en el género fantástico, incluyendo elfos, hadas, duendes, hobbits, u orcos. También son una característica de las criaturas del género de terror, como los vampiros. Las orejas puntiagudas se encuentran del mismo modo en el género de ciencia ficción; por ejemplo, entre las razas Vulcano y Romulano del universo Star Trek. y en la saga Star Wars están los rodianos, una especie alienígena con esa característica.

## Otros animales
El pabellón auricular ayuda a dirigir el sonido a través del canal auditivo hacia el tímpano. La compleja geometría de las crestas en la superficie interna de algunos oídos de mamíferos ayuda a enfocar con precisión los sonidos producidos por las presas, utilizando señales de ecolocalización. Estas crestas pueden considerarse como el equivalente acústico de una lente de Fresnel y pueden verse en una amplia gama de animales, incluidos el murciélago, el aye-aye, los gálagos, el zorro orejudo, el lémur ratón y otros.
Algunos grandes primates como los gorilas y los orangutanes (y también los humanos) tienen músculos de la oreja sin desarrollar que son estructuras vestigiales no funcionales, pero que aún son lo suficientemente grandes como para ser fácilmente identificables. Un músculo capaz de mover la oreja, por cualquier motivo, ha perdido esa función biológica. Esto sirve como evidencia de homología entre especies relacionadas. En los seres humanos, existe una variabilidad en estos músculos, de modo que algunas personas pueden mover sus orejas en varias direcciones, y se ha dicho que es posible que otras obtengan ese movimiento mediante ensayos repetidos. En tales primates, la incapacidad de mover la oreja se compensa principalmente por la capacidad de girar fácilmente la cabeza en un plano horizontal, una habilidad que no es común a la mayoría de los monos.

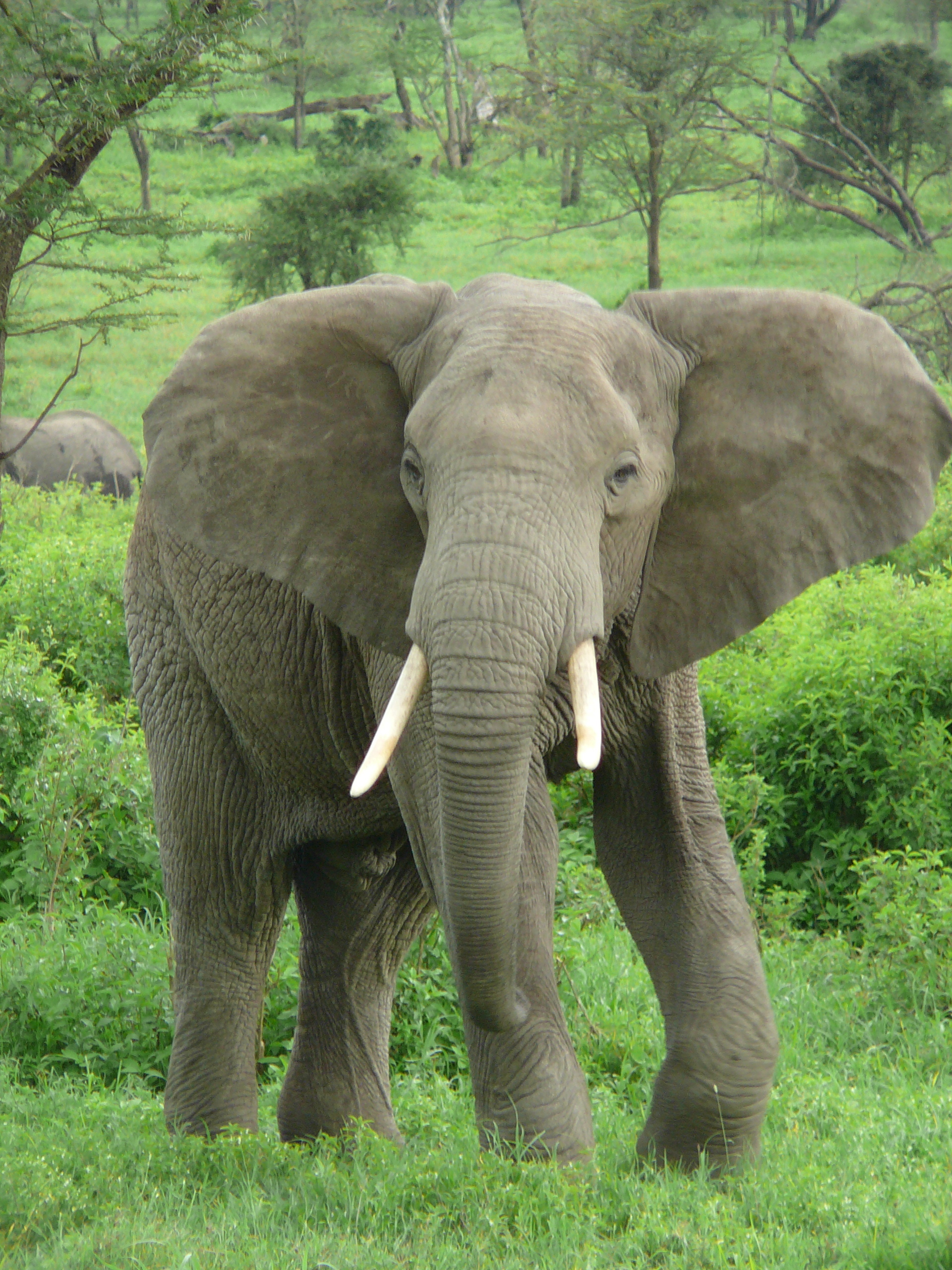
Elefante africano de sabana Loxodonta africana
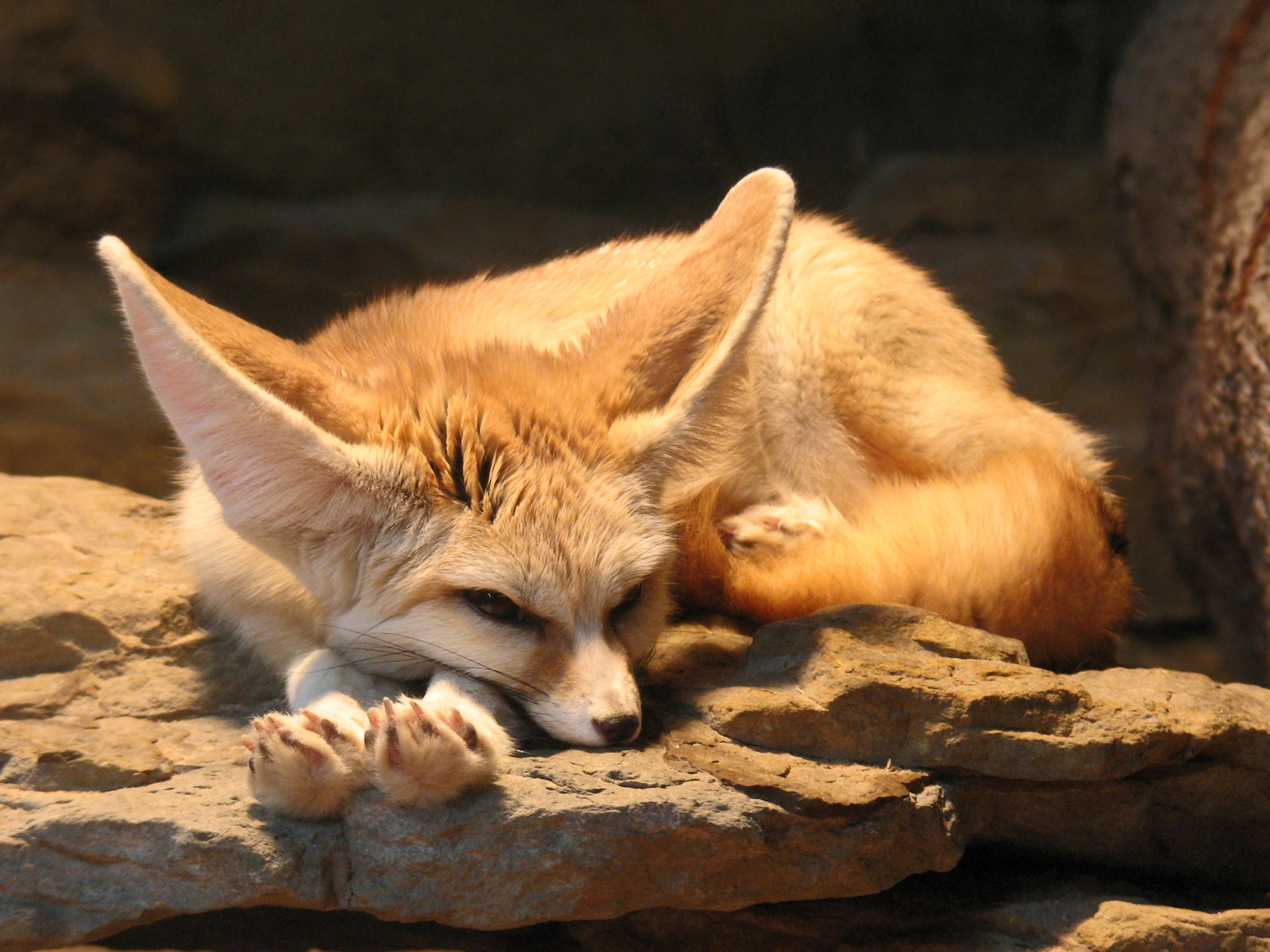
Fénec (regiones desérticas) Vulpes zerda
Zorro ártico Vulpes lagopus
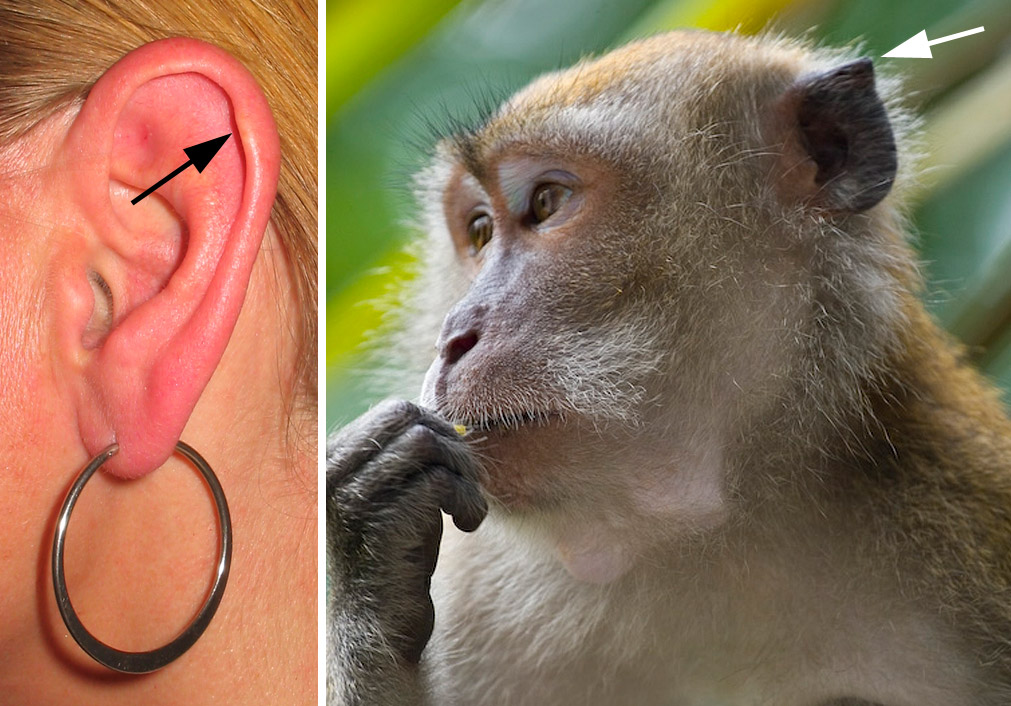
Orejas de primates Una persona y un macaco cangrejero (Tubérculo de Darwin destacado)

Solo los animales vertebrados tienen oídos, aunque muchos invertebrados detectan el sonido utilizando otros tipos de órganos de los sentidos. En los insectos, los órganos timpánicos se utilizan para escuchar sonidos distantes. Se encuentran en la cabeza o en otro lugar, según la familia de insectos.